# Питър Бърк
Питър Бърк (на английски: Peter Burke), роден през 1937 в Станмор, Англия е английски историк медиевист.

## Биография
Питър Бърк е роден в семейството на баща католик и майка еврейка, изповядваща юдаизма (по-късно приела католицизма). Получава образованието си в училище на йезуити и в Колежа „Сейнт Джон“ в Оксфорд. Докторат защитава в Колежа „Сейнт Антъни“ в Оксфорд. От 1962 до 1979 г. преподава във Висшето училище по европеистика към Университета на Съсекс, след което се премества в Кеймбридж, където става и почетен професор по културна история. Съпруга му е бразилската историчка Мария Лусия Гарсия Паларес-Бърк.

## Научни интереси и занимания
През 60-те години на ХХ век Бърк фокусира научните си издирвания върху историята на културата на италианския Ренесанс. През 70-те години се фокусира върху изследвания на народната култура. През 80-те години научният му интерес се съсредоточава върху теорията на историческата антропология. През 90-те години Бърк изследва историята на езика, образа на Луи XIV в масовото съзнание и бразилската култура на ХХ век.
Питър Бърк е автор на 25 монографии, две от които в съавторство. Изследванията му са преведени на 30 езика.

## Признание
- 1994: член на Британската академия[2]
- 1995: член на Европейската академия[3]
- 1997: Почетен доктор на Лундския университет[4]
- 1998: медал „Еразъм“ на Европейската академия[5]
- 2003: Gadamer-Stiftungsprofessur на Хайделбергския университет
- 2011: Почетен доктор на Копенхагенския университет[6]
- 2012: Почетен доктор на Букурещкия университет[7]
- 2013: Почетен доктор на Цюрихския университет[8]
- 2019: Почетен доктор на Университета в Овиедо[9]